# Wat Tomo
Le rovine khmer di Wat Tomo (chiamato anche Oum Moung) si trovano sulla sponda occidentale del fiume Mekong, a breve distanza dalle rovine di Vat Phou. Il tempio risale al IX secolo e fu dedicato a Rudrani, moglie di Shiva.
L'edificio fu costruito in laterite e, per poterli conservare al meglio, gli architravi più belli ed elaborati sono stati ricollocati nel Museo provinciale di Champasak, anche se alcuni pezzi si possono ancora trovare in loco, come ad esempio il mukhalinga, cioè il lingam decorato.